# Will Vinton
Pour les articles homonymes, voir Vinton.
Will Vinton est un producteur, réalisateur et monteur américain né le 17 novembre 1947 à McMinnville (Oregon, États-Unis) et mort le 4 octobre 2018 à Portland (Oregon, États-Unis).

## Biographie
Au cours des années 1960, Will Vinton a étudié la physique, l’architecture et la réalisation de films à l’Université de Californie à Berkeley, où il a été influencé par les travaux d’Antoni Gaudí. Pendant ce temps, Will Vinton a réalisé un long métrage documentaire en noir et blanc sur le mouvement de contre-culture californien intitulé Gone For a Better Deal, qui a fait la tournée des campus universitaires dans différents festivals de cinéma de l'époque. Deux autres films sur les manifestations étudiantes ont suivi, Berkeley Games et First Ten Days, ainsi qu'une courte réponse narrative et sa première animation, Culture Shock.

## Filmographie

### Comme réalisateur
- 1974 : Closed Mondays
- 1977 : Martin the Cobbler (vidéo)
- 1978 : Rip Van Winkle
- 1979 : The Little Prince
- 1980 : Dinosaur
- 1981 : The Creation
- 1982 : The Great Cognito
- 1985 : The Adventures of Mark Twain
- 1987 : Will Vinton Classics: Christmas Celebration (A Claymation Christmas Celebration) (TV)
- 1988 : Will Vinton Classics: Meet the Raisins! (Meet the Raisins!) (TV)
- 1992 : Claymation Easter (TV)

### Comme monteur
- 1985 : The Adventures of Mark Twain